# Lindy Waters III
Lindy Waters III (Norman, Oklahoma, 28 de julio de 1997) es un jugador de baloncesto estadounidense que pertenece a la plantilla de los San Antonio Spurs de la NBA. Con 1,98 metros de altura, juega en la posición de escolta.

## Trayectoria deportiva

### Universidad
Jugó durante cuatro temporadas en la Universidad Estatal de Oklahoma, con quienes jugaría la NCAA con los Oklahoma State Cowboys desde 2016 a 2020. 
En la temporada 2016-17, jugó un total de 23 partidos con una media de 16 minutos por partido, 1,7 rebotes, 0,8 asistencias y 5,7 puntos de media con una valoración media de 5,1. En la segunda temporada disputó 34 encuentros con una media de 8,5 puntos, 3,6 rebotes y asistencias durante los 27 minutos de media disputados por partido. 
En la temporada 2018-19, el escolta jugó un total de 32 partidos anotando una media de 12,2 puntos por partido.
En la temporada 2019-20, disputó un total de 31 partidos con una media de 31,7 minutos por partido.

### Estadísticas
| Año     | Equipo         | PJ  | PT  | MPP  | %TC  | %3P  | %TL  | RPP | APP | ROB | TPP | PPP  |
| ------- | -------------- | --- | --- | ---- | ---- | ---- | ---- | --- | --- | --- | --- | ---- |
| 2016–17 | Oklahoma State | 23  | 12  | 16.0 | .495 | .442 | .714 | 1.8 | .8  | .6  | .0  | 5.7  |
| 2017–18 | Oklahoma State | 35  | 31  | 27.1 | .443 | .373 | .768 | 3.7 | 2.0 | .9  | .4  | 8.7  |
| 2018–19 | Oklahoma State | 32  | 32  | 33.8 | .437 | .448 | .878 | 4.2 | 2.8 | 1.3 | .2  | 12.2 |
| 2019–20 | Oklahoma State | 31  | 30  | 31.7 | .381 | .317 | .825 | 4.2 | 2.4 | 1.2 | .1  | 10.5 |
| Total   | Total          | 121 | 105 | 27.9 | .427 | .390 | .817 | 3.6 | 2.1 | 1.0 | .2  | 9.5  |

### Profesional
Tras no ser drafteado en 2020, debutaría como profesional en la TBL (una liga semi-amateur americana) en las filas del Enid Outlaws, disputando un total de 17 partidos con una media de 12,6 puntos, 4,9 asistencias y 5,4 rebotes por partido por encuentro.
El 7 de julio de 2021, firma por el Palmer Alma Mediterránea de la Liga LEB Oro. El 14 de agosto de 2021, se hace oficial su rescisión del contrato por problemas burocráticos.
En octubre de 2021, se unió a los Oklahoma City Blue de la NBA G League después de pasar con éxito una prueba. Promedió 8,3 puntos, 3,3 rebotes, 1,1 asistencias y 1,11 robos por partido. El 10 de febrero de 2022 firmó un contrato dual con los Oklahoma City Thunder.
El 27 de junio de 2024, los Golden State Warriors cambiaron su selección número 52 del draft por Waters, sin embargo, volvieron a adquirir la selección pocas horas después, a cambio de una compensación en efectivo. El 6 de febrero de 2025 entró en un traspaso que involucró a diversas franquicias, y que lo llevó a Detroit Pistons.
A finales de julio de 2025 firma por una temporada con San Antonio Spurs.

## Estadísticas de su carrera en la NBA

### Temporada regular
| Año     | Equipo        | PJ  | PT | MPP  | %TC  | %3P  | %TL   | RPP | APP | ROB | TPP | PPP |
| ------- | ------------- | --- | -- | ---- | ---- | ---- | ----- | --- | --- | --- | --- | --- |
| 2021-22 | Oklahoma City | 25  | 1  | 18.6 | .406 | .363 | .800  | 2.9 | 1.0 | .8  | .3  | 8.0 |
| 2022-23 | Oklahoma City | 41  | 0  | 12.9 | .393 | .358 | .800  | 1.8 | .7  | .3  | .3  | 5.2 |
| 2023-24 | Oklahoma City | 38  | 0  | 7.4  | .471 | .435 | 1.000 | 1.1 | .6  | .1  | .2  | 3.6 |
| 2024-25 | Golden State  | 38  | 9  | 17.2 | .371 | .331 | .727  | 2.5 | 1.1 | .6  | .3  | 5.5 |
| 2024-25 | Detroit       | 14  | 0  | 8.8  | .364 | .395 | –     | 1.0 | .7  | .4  | .1  | 3.4 |
| Total   | Total         | 156 | 10 | 13.2 | .399 | .366 | .789  | 1.9 | .8  | .4  | .2  | 5.2 |

### Playoffs
| Año   | Equipo        | PJ | PT | MPP | %TC  | %3P  | %TL | RPP | APP | ROB | TPP | PPP |
| ----- | ------------- | -- | -- | --- | ---- | ---- | --- | --- | --- | --- | --- | --- |
| 2024  | Oklahoma City | 3  | 0  | 2.8 | .000 | .000 | —   | .3  | .0  | .0  | .0  | .0  |
| Total | Total         | 3  | 0  | 2.8 | .000 | .000 | —   | .3  | .0  | .0  | .0  | .0  |